# Грассман, Герман Гюнтер
Герман Гюнтер Грассман (нем. Hermann Günther Grassmann; 15 апреля 1809, Штеттин, — 26 сентября 1877, там же) — немецкий физик, математик и филолог.

## Биография
Его отец Юстус Гюнтер Грассман (1779—1852), профессор в гимназии в Штеттине, стал известен благодаря трудам по геометрии, физике и кристаллографии.
После того как Грассман получил образование в Штеттине, он поступил в Берлинский университет, на факультет теологии. Сдав с успехом оба экзамена по теологии, он долго не оставлял мысли посвятить себя деятельности проповедника, а стремление к богословию сохранил до конца своей жизни. В то же время он заинтересовался математикой.
В 1840 году он выдержал дополнительный экзамен на приобретение права преподавать математику, физику, минералогию и химию, причём представил сочинение по теории морских приливов, в котором высказал первые идеи своего учения о протяжениях, развитые четыре года спустя в изданном Вигандом в Лейпциге сочинении «Die Wissensschaft der extensiven Grosse oder die Ausdehnunsglehre. 1-ster Theil, die lineare Ausdehnungslehre», а затем, ещё позже, в 1862 году, в ещё более обработанном виде, в другом сочинении: «Die Ausdehnungslehre».
Деятельность преподавателя начал в Берлинской ремесленной школе, продолжал в Штетинской реальной школе, а с 1852 года заместил своего отца в гимназии, где впоследствии получил звание профессора. Занимаясь математикой, механикой и физикой, Грассман также уделял внимание филологии и восточным языкам — китайскому и древнеиндийскому. В 1863 году он сформулировал закон диссимиляции придыхательных в древнегреческом и древнеиндийских языках (т. н. закон Грассмана). Грассман также известен как переводчик «Ригведы» на немецкий язык и как составитель «Словаря к „Ригведе“».
В 1848 году он выступил как публицист против революционного движения в Берлине, а затем, вместе со своим братом Робертом, основал газету, в которой деятельно обсуждал насущные вопросы того времени.

## Сочинения
- Die Wissenschaft der extensiven Größe oder die Ausdehnungslehre, eine neue mathematische Disziplin. 1. Teil: Die lineale Ausdehnungslehre. — Leipzig, 1844.
- Lehrbuch der Mathematik für höhere Lehranstalten. Teil 1: Arithmetik. — Berlin, 1861.
- Wörterbuch zum Rigveda. —Leipzig, 1873—1875 [6. Aufl. Wiesbaden 1996,] ISBN 3-447-03223-5
- Rig-Veda. Übersetzt und mit kritischen und erläuternden Anmerkungen versehen. 2 Bde. Leipzig, 1876—1877.
- Грассман Г., Грассман Р. Логика и философия математики. — М.: Наука, 2008. — 504 с. — (Памятники философской мысли).